# 海口漁港
22°05′26″N 120°42′54″E / 22.090690°N 120.714909°E

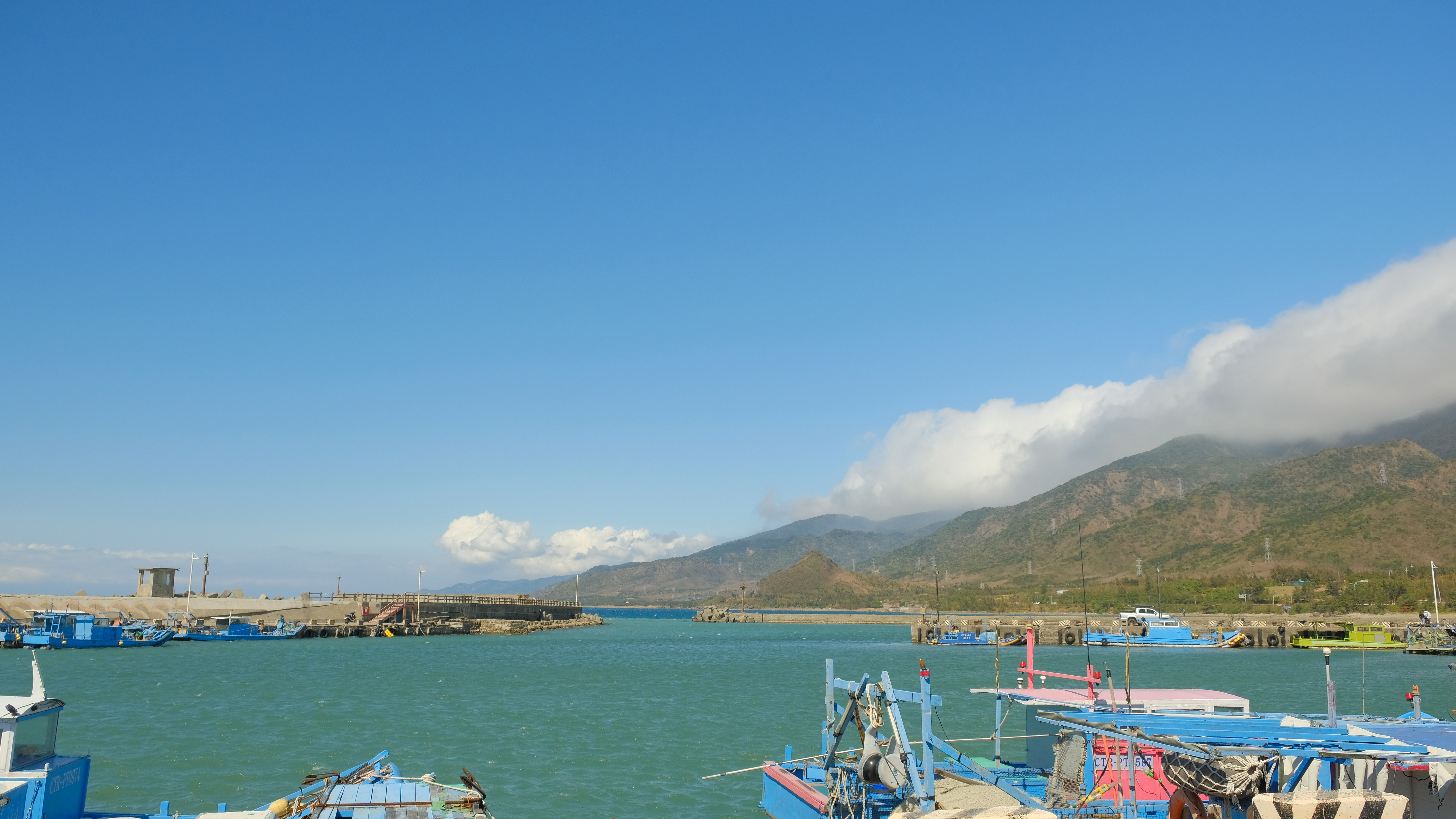
海口漁港

海口漁港，位於屏東縣車城鄉，屬於農業部漁業署列管的第二類漁港，由屏東縣政府主管。海口漁港地處恆春半島西側海岸線上，其為車城地區最大的港口，港口除了少數漁船停泊外，還有小型的船舶維修廠。

## 介紹
高雄至恆春之間的交通在過去以海路為主，在台灣日治時期初期，海口港所在的車城灣為臺灣沿岸航路的停靠港之一，但此停靠港於1901年轉移至了恆春半島南端的大板埒。直至海口港的船隻停泊設施在1922年4月完工後，海口港再次有了定期船隻停靠。但海口港在同年因暴風雨使停靠處淤積大量泥沙，於1924年、1926年和1928年再分別在海口港進行相關港口修築工程，在港邊設有海口燈塔、稅關和警察派出所。1927年4月，沿岸船的停靠港又轉移到了大板埒，此後，海口港僅有物資進出，主要往返於高雄港之間。

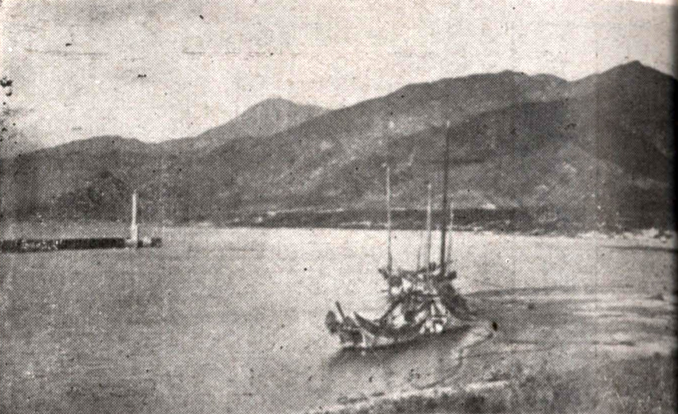
1928年的漁港

過去為了發展海上觀光，在2002年的「海上藍色公路」計畫中，海口港被規劃為藍色公路的終點站，並斥資整治海口港、候船室等設施，但海上藍色公路在2002年10月開航後，因使用率並不高，在2004年即停航。2018年的「屏東落山風藝術季」曾以海口港作為會場之一。